# Sineugraphe melanosticta
Sineugraphe melanosticta är en fjärilsart som beskrevs av Charles Boursin 1948. Sineugraphe melanosticta ingår i släktet Sineugraphe och familjen nattflyn. Inga underarter finns listade i Catalogue of Life.